# 靖国
《靖国》（靖国 YASUKUNI）是一套2007年日本、中國紀錄片，由旅居日本的中国导演李缨耗时10年制作，是日本國內首部關於靖國神社爭議的紀錄片。影片以祭祀了240多萬自日本明治維新以來的戰死軍人的「靖國神社」為題，神社自1978年合祭了14名被遠東國際軍事法庭裁定為甲級戰犯的人物。紀錄了神社內的祭祀活動，也訪問了神社內不同的遊人和參拜者，反對參拜的人，以及锻造神社内供奉军刀的刀匠，展現了圍繞著靖國神社的各種矛盾衝突。

## 簡介
影片以92歲靖國神社碩果僅存的軍刀匠刈谷直治開始，詳細地描述刀匠的製刀的經過、以及導演與刀匠之間的多次訪談，展露了刀匠对戰爭和靖國神社特殊且複雜的感情，並貫穿在整部影片之中。電影揭示了神社被供奉的不是靈位牌匾，裡面只有一本載有合祭240多萬戰死者的《靈璽簿》，上面安放著一把被供奉在密室中的被視為「神體」的軍刀——「靖國刀」。
影片紀錄了來參拜的不同日本人，包括：普通民众、战争遗属、支持小泉純一郎參拜的美國人、在二戰結束60週年終戰紀念日（2005年8月15日），穿著日軍軍裝緬懷昔日風光的退伍軍人、右翼團體在神社內的演講、多次以日本首相身份前來拜祭的小泉純一郎以及日本內閣官員。此外，也記錄了台灣原住民立法委員高金素梅到神社外抗議、要求將二戰時被強徵為高砂義勇隊的陣亡祖靈遷出神社，及到神社抗議參拜的日本人。
片末使用了大量歷史影像：舊報紙南京大屠殺中「百人斬競爭」的報導、殺戮中國人的照片、天皇參拜神社、皇軍出征、戰機投擲彈藥和廣島原爆之後的廢墟。導演將「靖國刀」以及歷史素材交織組合在一起，以影像詮釋了天皇、戰爭歷史與靖國神社之間微妙且複雜的關係。

## 事件
影片在2007年12月於東京都舉辦試映會。試映會後，《週刊新潮》隨即批評該片為「中國人導演以靖國神社為題材的反日電影」。
由於影片得到日本文部科學省轄下的日本藝術文化振興會從「藝術文化振興基金」補助750萬日元，遭自民黨年輕議員聯盟「傳統與創造之會」會長稻田朋美等保守派議員質疑，並以「反日色彩濃」而且還接受官方藝術補助金為由要求先行試映，影片發行公司Argo Pictures在各方施壓下最後為國會議員安排了試映會。
稻田朋美看過影片後表示質疑影片是否持政治中立，並謂「影片將靖國神社描述成驅使國民參加侵略戰爭，我強烈感受到當中的意識形態」。
電影原定在2008年4月12日在日本上映，事前多間有意上映的日本電影院均接到日本右翼團體的恐嚇及滋擾，紛紛取消放映。2008年3月25日，映畫演劇勞動組合聯合會發表該會中央執行委員長高橋邦夫給稻田朋美的抗議聲明，卻在2008年4月23日被《產經新聞》批評有雙重標準。
2008年3月27日，自民黨保守派參議員有村治子在質詢時說，她打電話向刈谷直治查證，刈谷直治請求刪除他在影片中的片段；李缨質疑，刈谷直治遭受日本右翼人士政治壓力而後悔自己入鏡。
2008年3月31日，針對電影被迫為日本國會議員安排試映會一事，日本電影導演協會發表抗議聲明：「堅決反對這種侵犯表達自由權利的行為。……我們對於部分國會議員通過文化廳要求進行特別試映的行為以及其後的言行，表示強烈抗議。電影導演的自由創作活動，明顯受到了精神壓迫。」日本電影導演協會會長崔洋一批評：「電影院以遭受壓力和抗議為由取消公映的行為，危及民主主義的根基。」2008年4月18日，該片為日本右翼人士舉辦試映會，與會者評價兩極。2008年5月3日，在日本警方保護下，該片於東京都澀谷一間戲院作有限度上映。2008年5月10日，該片舉行大阪市首場公映。
2015年7月15日，日本視頻網站NICONICO在東京召開記者會，宣布將於本月底開始推出一系列與歷史問題相關的紀錄片、電影和視頻節目，其中將於本年8月15日播出該片。

## 評價
電影2008年曾在第三十二屆香港國際電影節上映，並獲得最佳「人道紀錄片競賽獎」，評審團讚揚導演「在爭議的題材上表現出乎意料的深度」的勇氣。

## 註解
1. ↑  . Reuters. 2007-07-12  [2010-07-27].
2. ↑  . 聯合早報 (新加坡). 2008-03-10.
3. ↑  . 2008-03-18  [2010-07-27].
4. 1 2  . 新華網 (文匯報). 2008-04-02  [2010-07-27]. （原始内容存档于2019-07-23）.
5. ↑   (PDF). 映畫演劇勞動組合聯合會. 2008-03-25  [2013-10-05]. （原始内容 (PDF)存档于2016-03-02）.
6. ↑  . 大公報. 2008-04-02  [2010-07-27]. （原始内容存档于2008-12-02）.
7. ↑  . 英國廣播公司. 2008-04-08  [2010-07-27]. （原始内容存档于2019-07-24）.
8. ↑  . 英國廣播公司. 2008-05-03  [2013-10-05]. （原始内容存档于2019-07-24）.
9. ↑  . NYTimes. 2008-05-05  [2010-07-27]. （原始内容存档于2016-03-06）.
10. ↑  . 英國廣播公司. 2008-05-10  [2013-10-05]. （原始内容存档于2019-07-28）.
11. ↑  . 人民網. 2015-07-16  [2015-08-02]. （原始内容存档于2020-01-27）.
12. ↑  . Reuters. 2008-03-27  [2010-07-23].

## 外部連結
- 互联网电影数据库（IMDb）上《靖国》的资料（英文）
- AllMovie上《靖国》的资料（英文）
- . 亞洲時報. 2008-04-15  [2010-07-23].